# Parque nacional Alexander Morrison
El Parque Nacional Alexander Morrison es un parque nacional en Australia Occidental, ubicado a 207 km al norte de Perth. Se nombró así en honor del primer oficial botanista de Australia Occidental Alexander Morrison.

## Datos
- Área: 85 km²;
- Coordenadas: 30°05′02″S 115°29′10″E / -30.08389, 115.48611
- Fecha de Creación: 1970
- Administración: Departamento de Conservación y tierras de Australia Occidental
- Categoría IUCN: II

Véase también:
- Zonas protegidas de Australia Occidental

- Datos: Q1547646
- Multimedia: Alexander Morrison National Park / Q1547646